# Neogyroidina
Neogyroidina es un género de foraminífero bentónico de la subfamilia Carpenteriinae, de la familia Victoriellidae, de la superfamilia Planorbulinoidea, del suborden Rotaliina y del orden Rotaliida. Su especie tipo es Gyroidina protea. Su rango cronoestratigráfico abarca el Luteciense (Eoceno medio).

## Clasificación
Neogyroidina incluye a las siguientes especies:
- Neogyroidina inornata †
- Neogyroidina memoranda †
- Neogyroidina protea †